# Eleccions al Parlament Europeu de 1987 (Espanya)
Les eleccions al Parlament Europeu de 1987 a Espanya van ser les eleccions celebrades el 10 de juny de 1987, de forma simultània a les eleccions municipals i autonòmiques, per escollir els 60 eurodiputats espanyols que representarien a l'estat espanyol al Parlament Europeu en substitució dels designats l'1 de gener de 1986, data de l'entrada oficial a la Comunitat Econòmica Europea.
Segons els termes de l'acta d'Adhesió d'Espanya a la Comunitat Europea, les eleccions havien de realitzar-se en un termini de dos anys des de l'entrada, i els eurodiputats escollits a les eleccions ocuparien el seu càrrec únicament el temps restant de la II legislatura del Parlament Europeu, que finalitzaria el 24 de juliol de 1989.

## Sistema electoral
D'acord amb el disposat al text vigent en la data de les eleccions de la Llei Orgànica 5/1985, de 19 de juny, del Règim Electoral General (article 214), existia una única circumscripció electoral sense llindar electoral (percentatge mínim per a ser adjudicatari d'escons), que en les eleccions generals espanyoles se situava en el 3%.

## Context
La campanya electoral va girar entorn de la política espanyola més que la política europea, especialment perquè es van celebrar en simultani amb les eleccions municipals i autonòmiques. Si bé el Partit Socialista Obrer Espanyol va remarcar la seva actuació clau en l'entrada d'Espanya a la Comunitat Europea i diversos grups van parlar de l'espanyolitat de Gibraltar i les bases americanes.
També ETA va ser un tema recurrent de la campanya electoral, especialment per la presència de la candidatura d'Herri Batasuna als col·legis electorals de tot l'estat, gràcies a la circumscripció única d'aquesta contesa electoral. La candidatura abertzale va realitzar actes per tot l'estat, i fins i tot va rebre un atac a un míting de Sevilla.

## Resultats
La participació va ascendir al 68,67% del total dels vots, amb un 1,19% de vots nuls i un 0,99% de vots en blanc, amb un nombre total de vots a candidatures de 19.114.004. Si bé, els resultats proclamats el 8 de juliol de 1987 per la Junta Electoral Central tenien un error al recompte de la província de Santa Cruz de Tenerife i no van ser definitius fins al 29 de setembre del mateix any.
La llista més votada va ser la del Partit Socialista Obrer Espanyol (PSOE), el qual, no obstant això, va perdre cinc punts respecte als resultats de les generals de l'any anterior. Un altre fet rellevant van ser els resultats d'Herri Batasuna, especialment quant als vots obtinguts fora del País Basc i Navarra. Dels 360.952 vots rebuts, HB va obtenir 110.000 fora d'aquestes comunitats gràcies al suport d'organitzacions com el Moviment Comunista, la Lliga Comunista Revolucionària o el Moviment de Defensa de la Terra.
| Candidatura                                             | Facció europea      | Sufragis   | Sufragis | Escons          | Escons          |
| Candidatura                                             | Facció europea      | Vots       | %        | Dip.            | Dif.            |
| ------------------------------------------------------- | ------------------- | ---------- | -------- | --------------- | --------------- |
| Partit Socialista Obrer Espanyol (PSOE)                 | UPSCE               | 7.535.979  | 39,04%   | 28              | ▼8              |
| Aliança Popular (AP)                                    |                     | 4.753.868  | 24,63%   | 17              | ▲3              |
| Centre Democràtic i Social (CDS)                        |                     | 1.982.324  | 10,27%   | 7               | ▲6              |
| Esquerra Unida (IU)                                     |                     | 1.013.282  | 5,25%    | 3               | ▲3              |
| Convergència i Unió (CiU)                               | LDE/PPE CDC/UDC     | 853.644    | 4,42%    | 3               | ▲1              |
| Herri Batasuna (HB)                                     |                     | 361.595    | 1,87%    | 1               | ▲1              |
| Coalició per l'Europa dels Pobles (EA-ERC-PNG)          | ALE                 | 326.946    | 1,69%    | 1               | Es manté        |
| Coalició Esquerra dels Pobles                           |                     | 261.530    | 1,35%    |                 |                 |
| Coalició Unió Europeísta (PNV-PGN)                      | PPE                 | 226.616    | 1,17%    |                 | ▼2              |
| Partit dels Treballadors - Unitat Comunista             |                     | 223.026    | 1,16%    |                 |                 |
| Partit Andalusista (PA)                                 |                     | 185.576    | 0,96%    |                 |                 |
| Partit Demòcrata Popular (PDP)                          | PPE                 | 170.983    | 0,89%    |                 | ▼3              |
| Unió Valenciana (UV)                                    |                     | 162.190    | 0,84%    |                 |                 |
| Front Nacional (FN)                                     |                     | 122.927    | 0,64%    |                 |                 |
| Acció Social                                            |                     | 117.059    | 0,61%    |                 |                 |
| Coalició d'Agrupacions Independents de Canàries         |                     | 108.467    | 0,56%    |                 |                 |
| Els Verds                                               |                     | 107.899    | 0,56%    |                 |                 |
| Partit Aragonès Regionalista (PAR)                      |                     | 105.819    | 0,55%    |                 |                 |
| Partit Socialista dels Treballadors (PST)               |                     | 77.487     | 0,40%    |                 |                 |
| Confederació dels Verds                                 |                     | 65.727     | 0,34%    |                 |                 |
| Bloc Nacionalista Gallec                                |                     | 53.153     | 0,28%    |                 |                 |
| Extremadura Unida                                       |                     | 39.392     | 0,20%    |                 |                 |
| Partit dels Obrers Revolucionaris d'Espanya             |                     | 30.213     | 0,16%    |                 |                 |
| Assemblea Nacional d'Estudiants de Medicina i Associats |                     | 30.182     | 0,16%    |                 |                 |
| Partit Obrer Socialista Internacionalista (POSI)        |                     | 25.340     | 0,13%    |                 |                 |
| Coalició Socialdemòcrata                                |                     | 25.255     | 0,13%    |                 |                 |
| Falange Espanyola de les JONS (FE-JONS)                 |                     | 23.460     | 0,12%    |                 |                 |
| Plataforma Humanista (PH)                               |                     | 22.368     | 0,12%    |                 |                 |
| Unificació Comunista d'Espanya (UCE)                    |                     | 21.546     | 0,11%    |                 |                 |
| Unió Mallorquina (UM)                                   |                     | 19.066     | 0,10%    |                 |                 |
| Coalicio Valenciana                                     |                     | 14.781     | 0,08%    |                 |                 |
| Partit Regionalista de Cantàbria (PRC)                  |                     | 14.553     | 0,08%    |                 |                 |
| Partit Nacionalista de Castella i Lleó                  |                     | 12.644     | 0,07%    |                 |                 |
| Alliberació Andalusa                                    |                     | 9.903      | 0,05%    |                 |                 |
| Partit Espanyol Demòcrata                               |                     | 9.204      | 0,05%    |                 |                 |
| Vots a candidatures                                     | Vots a candidatures | 19.114.004 | 98,70%   | 60              |                 |
| Vots en blanc                                           | Vots en blanc       | 190.133    | 0,99%    | JEC (correcció) | JEC (correcció) |
| Vots nuls                                               | Vots nuls           | 233.528    | 1,30%    | JEC (correcció) | JEC (correcció) |
| Vots emesos                                             | Vots emesos         | 19.537.665 | 68,67%   | JEC (correcció) | JEC (correcció) |
| Cens total                                              | Cens total          | 28.450.491 |          | JEC (correcció) | JEC (correcció) |

La comparativa de resultats es amb eurodiputats assignats l'1 de gener de 1981.

## Eurodiputats elegits
| N.º | Nom                                    | Lista | Lista      |
| --- | -------------------------------------- | ----- | ---------- |
| 1   | Fernando Morán López                   |       | PSOE       |
| 2   | Manuel Fraga Iribarne                  |       | AP         |
| 3   | Enrique Barón Crespo                   |       | PSOE       |
| 4   | Manuel Medina Onega                    |       | PSOE       |
| 5   | Fernando Suárez González               |       | AP         |
| 6   | Eduard Punset i Casals                 |       | CDS        |
| 7   | Josep Verde i Aldea                    |       | PSOE (PSC) |
| 8   | Luis Guillermo Perinat Elio            |       | AP         |
| 9   | Luis Planas Puchades                   |       | PSOE       |
| 10  | Juan Colino Salamanca                  |       | PSOE       |
| 11  | Miguel Arias Cañete                    |       | AP         |
| 12  | Ana Miranda de Lage                    |       | PSOE       |
| 13  | Fernando Pérez Royo                    |       | IU (PCE)   |
| 14  | Raúl Morodo Leoncio                    |       | CDS        |
| 15  | Pío Cabanillas Gallas                  |       | AP         |
| 16  | Josep Pons Grau                        |       | PSOE       |
| 17  | Carles Alfred Gasòliba i Böhm          |       | CiU (CDC)  |
| 18  | Francisco Oliva Garcia                 |       | PSOE       |
| 19  | Antonio Navarro Velasco                |       | AP         |
| 20  | Joan Colom i Naval                     |       | PSOE (PSC) |
| 21  | Ludivina García Arias                  |       | PSOE       |
| 22  | José María Álvarez de Eulate Peñaranda |       | AP         |
| 23  | Rafael Calvo Onega                     |       | CDS        |
| 24  | José Luis García Raya                  |       | PSOE       |
| 25  | Domènec Romera Alcázar                 |       | AP         |
| 26  | José Álvarez de Paz                    |       | PSOE       |
| 27  | José Vázquez Fouz                      |       | PSOE       |
| 28  | José María Lafuente López              |       | AP         |
| 29  | Antoni Gutiérrez Díaz                  |       | IU (PSUC)  |
| 30  | Julián Grimaldos Grimaldos             |       | PSOE       |
| 31  | Federico Mayor Zaragoza                |       | CDS        |
| 32  | Carlos Robles Piquer                   |       | AP         |
| 33  | Bárbara Dührkop Dührkop                |       | PSOE       |
| 34  | Enrique Sapena Granell                 |       | PSOE       |
| 35  | Arturo Juan Escuder Croft              |       | AP         |
| 36  | Concepción Ferrer i Casals             |       | CiU (Unió) |
| 37  | Mateo Sierra Bardají                   |       | PSOE       |
| 38  | Xavier Rubert de Ventós                |       | PSOE (PSC) |
| 39  | Pedro Argüelles Salaverría             |       | AP         |
| 40  | Carmen Díez de Rivera Icaza            |       | CDS        |
| 41  | Esteban Caamaño Bernal                 |       | PSOE       |
| 42  | José Luis Valverde López               |       | AP         |
| 43  | José María Montero Zabala              |       | HB         |
| 44  | Carlos Bru Purón                       |       | PSOE       |
| 45  | Jesús Cabezón Alonso                   |       | PSOE       |
| 46  | Ramón Díaz del Río Jaúdenes            |       | AP         |
| 47  | Alonso Puerta Gutiérrez                |       | IU (PASOC) |
| 48  | José Emilio Cervera Cardona            |       | CDS        |
| 49  | Eusebio Cano Pinto                     |       | PSOE       |
| 50  | Carlos Garaikoetxea Urriza             |       | EA-ERC-PNG |
| 51  | Salvador Garriga Polledo               |       | AP         |
| 52  | Juan de Dios Ramírez Heredia           |       | PSOE       |
| 53  | Víctor Manuel Arbeloa Muru             |       | PSOE       |
| 54  | Carmen Llorca Vilaplana                |       | AP         |
| 55  | Javier Sanz Fernández                  |       | PSOE       |
| 56  | Joaquim Muns i Albuixech               |       | CiU (CDC)  |
| 57  | José Coderch i Planas                  |       | CDS        |
| 58  | Manuel García Amigo                    |       | AP         |
| 59  | José Miguel Bueno Vicente              |       | PSOE       |
| 60  | José Cabrera Bazán                     |       | PSOE       |